# Левицкий, Юрий Николаевич
Юрий Николаевич Левицкий (26 апреля [9 мая] 1911, Новомосковск, Екатеринославская губерния — 8 июня 2004, Москва) — советский и российский театральный актёр, режиссёр, постановщик эстрадных программ, народный артист РСФСР.

## Биография
Юрий Николаевич Левицкий родился 9 мая 1911 года в Новомосковске Екатеринославской губернии, Российская империя (сейчас Днепропетровская область Украины).
В 1930-х — начале 1950-х годов играл в Ростовском театре драмы имени Горького. В 1957—1962 годах служил в Московском театре им. М. Н. Ермоловой. Позже до 1980 года был в Московском драматическом театре имени Н. В. Гоголя.
С 1960-х годов был режиссёром массовых представлений на стадионах и в концертных залах. В течение 20 лет шло поставленное им представление «Товарищ кино». С 1980 года работал главным режиссёром Бюро пропаганды советского киноискусства.
Сын — Олег Юрьевич Левицкий (1932—2000), эстрадный драматург.
Умер 8 июня 2004 года. Прах захоронен в колумбарии на Донском кладбище.

## Награды и премии
- Заслуженный артист РСФСР (1969).
- Народный артист РСФСР (6.01.1976).

## Работы в театре

### Ростовский театр драмы
- «Фельдмаршал Кутузов» В. Соловьёва — Денис Давыдов
- «Хозяка гостиницы» Карло Гольдони — Фабрицио
- «Дома вдовца» Б. Шоу — Кокэйн

## Фильмография

### Режиссёр
- 1982 — Старым казачьим способом (телеспектакль)

### Озвучивание
- 1959 —  Легенда о Завещании мавра — мавр